# Kalchas-Spiegel

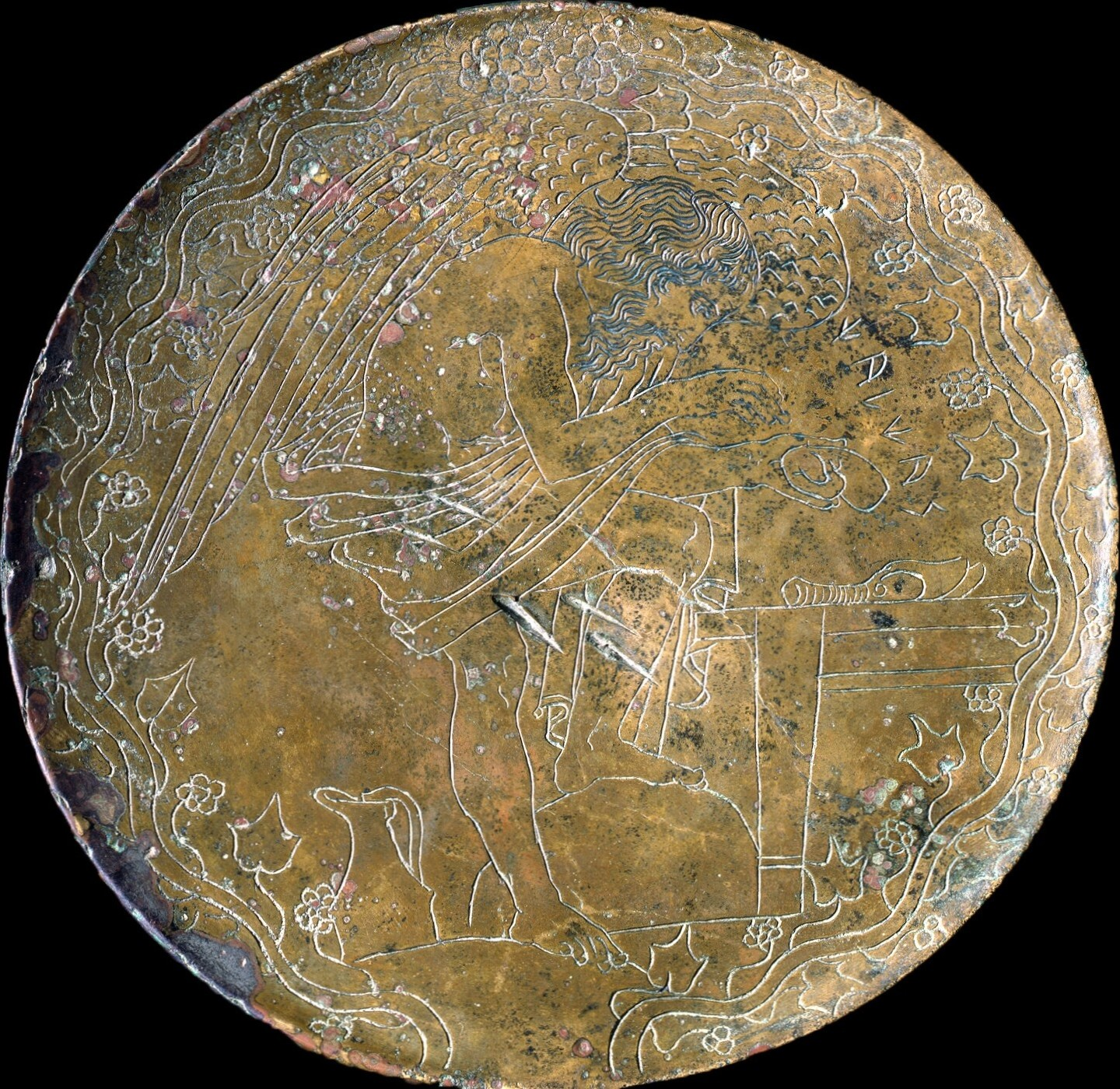
Der Kalchas-Spiegel von Vulci aus dem späten 5. Jahrhundert v. Chr.

Der Kalchas-Spiegel (auch Chalchas-Spiegel) ist ein etruskisches Artefakt aus dem späten 5. Jahrhundert v. Chr. und befindet sich heute im Museo Gregoriano Etrusco der Vatikanischen Museen in der Vatikanstadt von Rom. Der Bronzespiegel stammte aus dem etruskischen Vulci und zeigt den griechischen Seher Kalchas als etruskischen Priester (Haruspex) bei der Leberschau. Der Kalchas-Spiegel ist ein Beispiel dafür, wie die Etrusker griechische Mythen in der bildenden Kunst abgewandelt und neu interpretiert haben.

## Beschreibung

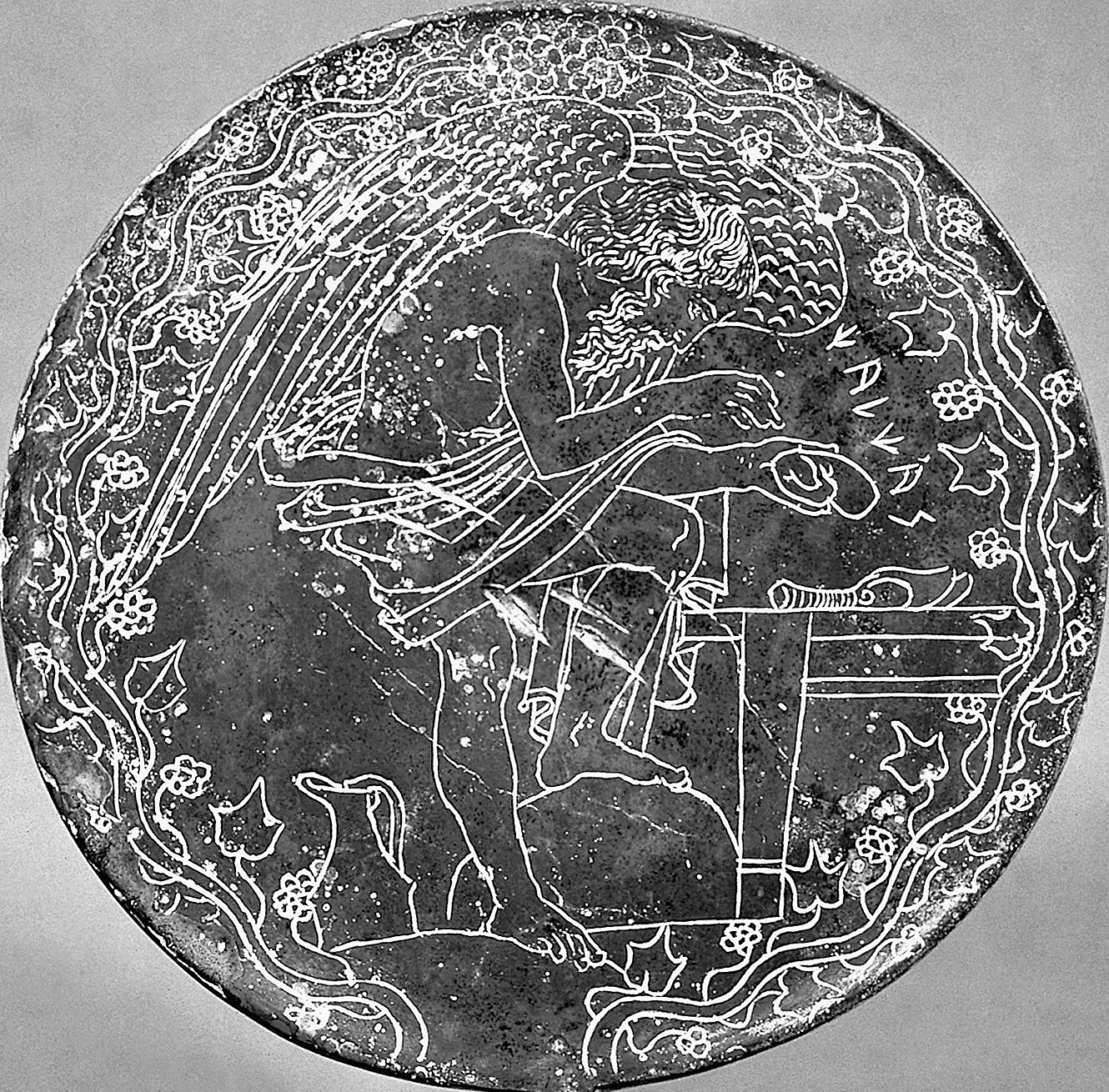
Schwarz-weiß-Abbildung des Kalchas-Spiegels

Der Spiegel besteht aus Bronze, einer Legierung aus Kupfer, die in der Antike weit verbreitet war. Der Durchmesser der nahezu kreisrunden Scheibe beträgt 14,8 cm. Die Vorderseite war poliert, die dargestellte Gravur befindet sich auf der Rückseite. Der Spiegel besitzt einen 3,7 cm langen Fuß, an dem wahrscheinlich ein Griff befestigt war. Bronzespiegel dieser Art wurden zwischen dem 6. und 3. Jahrhundert v. Chr. angefertigt, mit einer Hauptproduktionszeit im 4. Jahrhundert v. Chr.
Der Mann, der die Leberschau durchführt, ist geflügelt und trägt einen Bart. Ein loses Tuch bedeckt die Hüften, die linke Schulter und den linken Arm. Er ist vornübergebeugt mit dem Blick auf die Leber gerichtet, die er in der linken Hand hält. Der Mann scheint die rechte Hand zur Leber führen zu wollen, um sie zu betasten. Der linke Fuß steht erhöht auf einem Gesteinsbrocken.
Vor ihm auf dem Tisch am rechten Bildrand liegt ein Messer oder ein weiteres Eingeweidestück. Es könnte sich um einen Lungenflügel mit Trachea handeln. Hinter ihm am linken Bildrand steht eine Schnabelkanne. Die Szene wird umrahmt von zwei kräftigen Efeuranken mit dreilappigen Blättern und Früchten.

## Inschrift
Auf der rechten Seite sind etruskische Schriftzeichen von schräg von oben nach unten eingeritzt. Die Lesung erfolgt also von links nach rechts, was nicht den sonstigen Schreibgewohnheiten der Etrusker entspricht, die ihre Buchstaben spiegelverkehrt und von rechts nach links anordneten. Die Inschrift bezeichnet die dargestellte Person als CHALCHAS, etruskisch für Kalchas.
Kalchas war nach der Ilias von Homer der offizielle Seher der Griechen während des Trojanischen Krieges. Er hatte von Apollon die Gabe erhalten, den Vogelflug zu deuten, eine Wahrsagedisziplin, die auch von den Etruskern ausgeübt wurde.

## Deutung

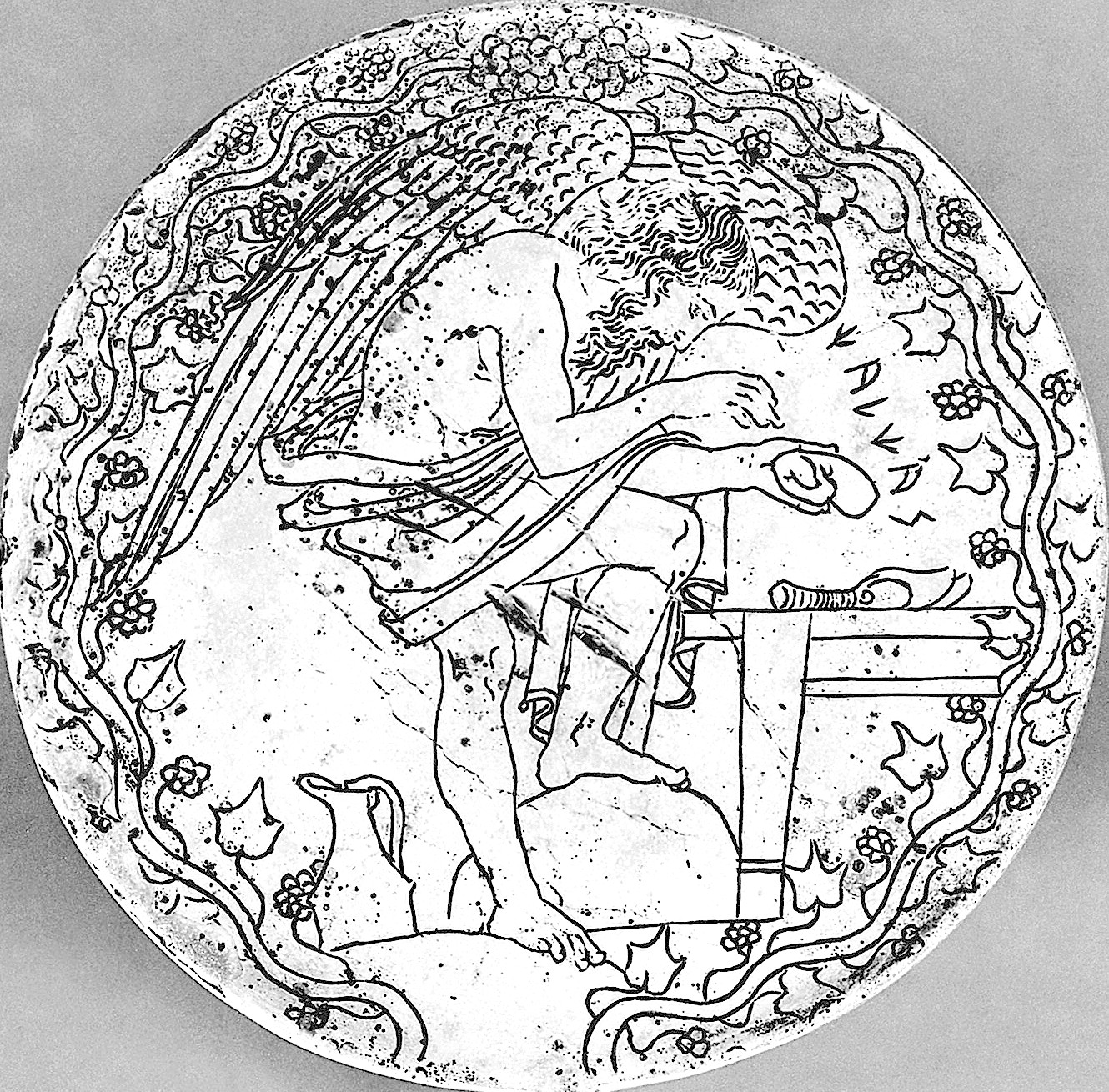
Negativ der S/W-Abbildung des Kalchas-Spiegels

Bei den Etruskern war nur ein Priester (Haruspex) befugt, eine Leberschau durchzuführen. Die Darstellung zeigt daher einen älteren Haruspex, der gerade nach vorne gebeugt die Leber eines geopferten Tieres untersucht, um darin den Willen der Götter erkennen zu können. Dabei ruht sein linker Fuß auf einem Fels. Diese Körperhaltung, die auch der Priester auf dem Tarchon-Spiegel einnimmt, scheint für das Ritual von großer Bedeutung gewesen zu sein. Vermutlich glaubte der Priester dadurch in Kontakt mit den Naturkräften und der Unterwelt zu treten. Die Schafsleber wurde bei der mantischen Begutachtung anscheinend in der linken Hand gehalten und mit der rechten betastet, wie der Tarchon-Spiegel zeigt. Das Opfermesser und die Schnabelkanne gehörten wahrscheinlich auch zur rituellen Handlung. Kannen dieses Typs finden sich in Etrurien seit der ersten Hälfte des 5. Jahrhunderts v. Chr.
Der legendäre Seher Kalchas war offensichtlich auch bei den Etruskern hoch angesehen. Die Leberschau selbst wird durch den geflügelten Seher auf eine mythische Ebene transferiert. Es ist aber auch möglich, dass Kalchas nicht als Person dargestellt werden soll, sondern sein Name generisch für Seher genannt wird. Die Flügel versinnbildlichen dann die Funktion des wahrsagenden Priesters als Mittler zwischen der irdischen Welt und dem Transzendenten.